# ایستگاه متروی میدان انقلاب اسلامی

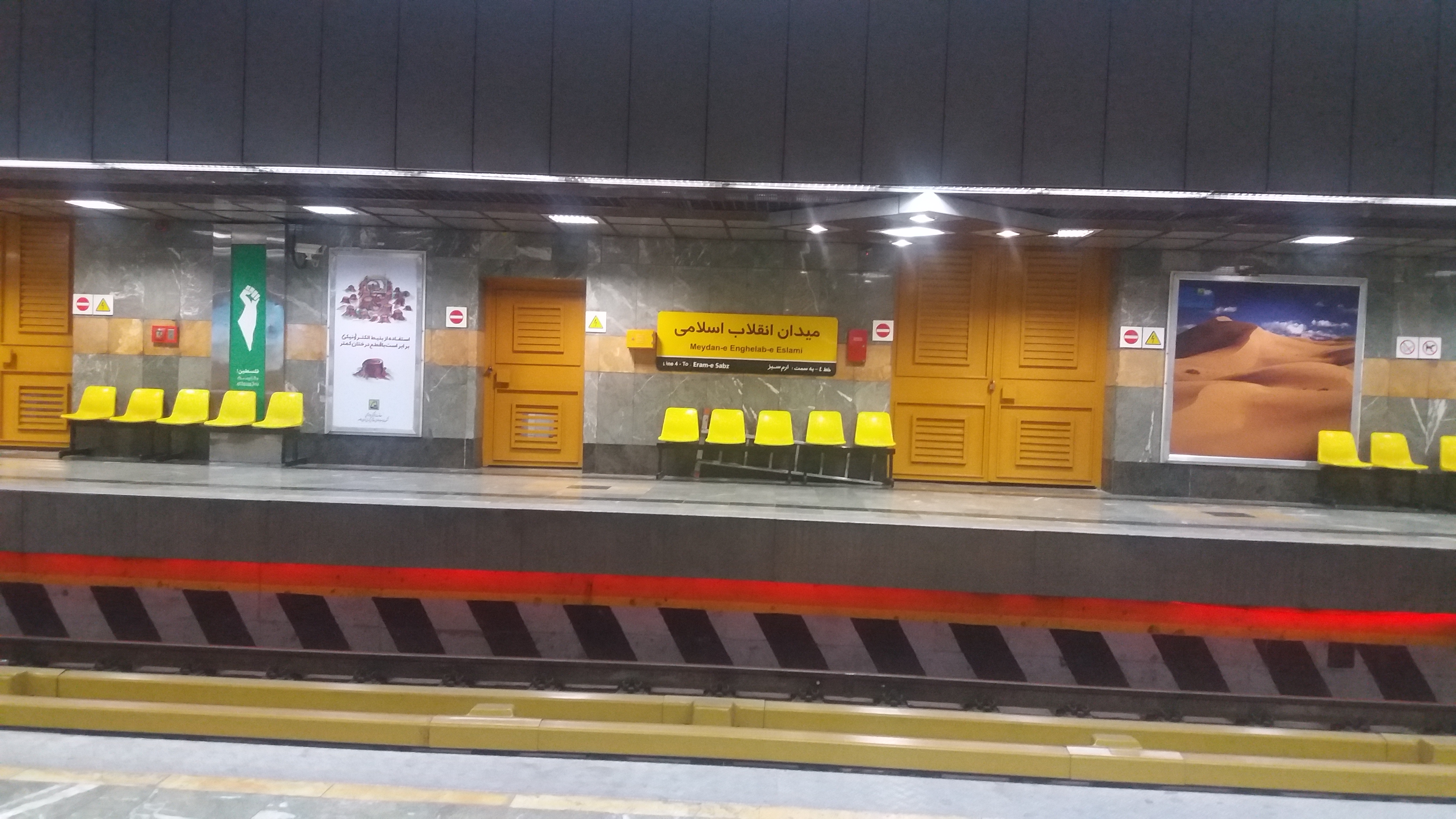
داخل ایستگاه مترو انقلاب اسلامی

ایستگاه مترو میدان انقلاب اسلامی یک ایستگاه خط ۴ مترو تهران است. این ایستگاه در محدوده میدان انقلاب اسلامی و دانشگاه تهران است.

## مشخصات
ایستگاه مترو میدان انقلاب با مساحت سرپوشیده ۸ هزار و ۲۴۸ مترمربع و فضای باز ۱۱۰ مترمربع، در عمق ۱۸ متری زمین و در تقاطع خیابان‌های انقلاب و کارگر شمالی و جنوبی، در میدان انقلاب واقع شده است.
در حال حاضر، ایستگاه میدان انقلاب دارای دو ورودی فعال، ۸ دستگاه پله‌برقی، ۵ گیت ورودی و ۸ خروجی است و روزانه به‌طور متوسط حدود ۲۲ هزار مسافر را جابه‌جا می‌کند.
مجاورت این ایستگاه با خط اتوبوسرانی تندرو (بی‌آرتی) تهرانپارس - آزادی و دیگر خطوط حمل‌ونقل عمومی، همچنین نزدیکی به دانشگاه تهران، انتشارات و کتاب‌فروشی‌ها، از عوامل مهم افزایش چشمگیر تردد مسافران در این ایستگاه به شمار می‌رود.

## امکانات
از امکانات این ایستگاه می‌توان به تلفن عمومی کارتی، پله برقی، دفتر اشیاء گم شده، آب سردکن، سوپرمارکت و دفتر پلیس مترو اشاره کرد.